# Pylaisia alpicola
Pylaisia alpicola là một loài Rêu trong họ Hypnaceae. Loài này được (Lindb. ex Lindb. & Arnell) Limpr. mô tả khoa học đầu tiên năm 1895.